# Sheshonq IV
Usermaatra - Sheshonq, o Sheshonq IV, faraón de la dinastía XXIII del antiguo Egipto, gobernando de c. 793 a 787 a. C.
Estaba casado con Karoma III Merytmut, la madre de Osorkon III, cuyo padre pudiera haber sido el mismo Sheshonq IV, según la hipótesis de Kenneth Kitchen. 
Esta opinión no es compartida por otros eruditos que afirman que este personaje no debería estar incluido en las listas de reyes. 
Sería el hijo de Padibastet, para algunos especialistas.
Manetón no lo cita, al menos, según los epítomes de Julio Africano y Eusebio de Cesarea.
La única prueba de su existencia es una breve referencia grabada en el nilómetro de Karnak.

## Titulatura
| Titulatura | Jeroglífico | Transliteración (transcripción) - traducción - (referencias) |

| G5 |

| G5 |

|  |

|  |

|  |

|  |

|  |

|  |

|  |

|  |

|  |

|  |

|  |

|  |

|  |

|  |

|  |

|  |

| G5 |

| G5 |

|  |

|  |

|  |

|  |

|  |

|  |

|  |

|  |

|  |

|  |

|  |

|  |

|  |

|  |

|  |

|  |

| G16 |

| G16 |

|  |

| G16 |

| G16 |

|  |

| G8 |

| G8 |

|  |

| G8 |

| G8 |

|  |

| N5 | F12 | H6 | i | mn · n | N36 |

| N5 | F12 | H6 | i | mn · n | N36 |

| N5 | F12 | H6 | i | mn · n | N36 |

| N5 | F12 | H6 | i | mn · n | N36 |

| N5 | F12 | H6 | i | mn · n | N36 |

| N5 | F12 | H6 | i | mn · n | N36 |

| N5 | F12 | H6 | i | mn · n | N36 |

| N5 | F12 | H6 | i | mn · n | N36 |

| N5 | F12 | H6 | i | mn · n | N36 |

| N5 | F12 | H6 | i | mn · n | N36 |

| N5 | F12 | H6 | i | mn · n | N36 |

| N5 | F12 | H6 | i | mn · n | N36 |

| N5 | F12 | H6 | i | mn · n | N36 |

| N5 | F12 | H6 | i | mn · n | N36 |

| N5 | F12 | H6 | i | mn · n | N36 |

| N5 | F12 | H6 | i | mn · n | N36 |

| M17 | Y5 · N35 | N36 | M8 · M8 | q |

| M17 | Y5 · N35 | N36 | M8 · M8 | q |

| M17 | Y5 · N35 | N36 | M8 · M8 | q |

| M17 | Y5 · N35 | N36 | M8 · M8 | q |

| M17 | Y5 · N35 | N36 | M8 · M8 | q |

| M17 | Y5 · N35 | N36 | M8 · M8 | q |

| M17 | Y5 · N35 | N36 | M8 · M8 | q |

| M17 | Y5 · N35 | N36 | M8 · M8 | q |

| M17 | Y5 · N35 | N36 | M8 · M8 | q |

| M17 | Y5 · N35 | N36 | M8 · M8 | q |

| M17 | Y5 · N35 | N36 | M8 · M8 | q |

| M17 | Y5 · N35 | N36 | M8 · M8 | q |

| M17 | Y5 · N35 | N36 | M8 · M8 | q |

| M17 | Y5 · N35 | N36 | M8 · M8 | q |

| M17 | Y5 · N35 | N36 | M8 · M8 | q |

| M17 | Y5 · N35 | N36 | M8 · M8 | q |